# نثر فنی
نثر فنی یکی از سبک‌های نگارش متون نثر است که در آن از آرایه‌هایی مانند سجع و موازنه، اقتباس از آیات و احادیث، تضمین اشعار عربی و فارسی، جناس و مراعات نظیر استفاده زیادی می‌شود. این نوع نثر در قرن ششم هجری ظهور کرد، اما زمینه پیدایش آن به پیشتر بازمی‌گردد. نویسندگان در رشته‌های مختلفی از جمله تاریخ، ادبیات و مذهب از آن استفاده کرده‌اند. کتاب کلیله و دمنه از جمله مشهورترین کتابهایی است که با استفاده از نثر فنی نوشته شده‌است.
غرض از این نوع نثر تفنن با الفاظ و عبارات است. حجم استفاده از آرایه‌های ادبی نثر را به نظم نزدیک می‌کند. همچنین استفاده از واژگان عربی در مقیاس گسترده صورت می‌گیرد و در نتیجه مطلب و موضوع سخن پیچیده و فهم آن دشوار می‌شود.